# Jean-Michel Benacloï

a Compétitions nationales et continentales officielles uniquement.

Jean-Michel Benacloï, né le 19 décembre 1948 à Capestang (France), est un joueur et entraîneur français de rugby à XV.

## Biographie
Jean-Michel Benacloï commence la pratique du rugby à XV dans sa ville natale de Capestang. Par la suite, il est l'arrière du RC Narbonne durant 13 ans (1967 à 1980).
Il détient le record individuel de 5 victoires en Challenge Yves du Manoir : 1968, 1973, 1974, 1978 et 1979.
Par ailleurs, il est champion de France en 1979 également, et finaliste en 1974, ainsi que champion de France militaire en 1967, aux côtés des Biterrois Richard Astre, Jack Cantoni et Alain Estève, vainqueur du Bouclier d'automne en 1978 (finaliste en 1971 et 1974), et vainqueur du Challenge Béguère en 1979 et 1980.
Il côtoie quatre des frères Spanghero, Laurent et Jean-Marie en 1968, Walter et Claude, tout en ayant passé treize saisons en nationale.
À compter de 1981, il est encore durant quelques saisons le capitaine-joueur-entraîneur de l'AS Capestang toute proche. En 1982, il remporte le Championnat de France de 1re série en tant que titulaire au poste de demi d'ouverture lors de la finale.
Son père, Michel Bénacloï, était le gardien du stade Cassayet, le stade où jouait Narbonne jusqu’en 1976.

## Palmarès
- Vainqueur du Championnat de France militaire en 1967.
- Vainqueur du Challenge Yves du Manoir en 1968, 1973, 1974, 1978 et 1979 avec le RC Narbonne.
- Finaliste du Bouclier d'automne en 1971 et 1974 avec le RC Narbonne.
- Finaliste du Championnat de France en 1974 avec le RC Narbonne.
- Vainqueur du Bouclier d'automne en 1978.
- Vainqueur du Championnat de France en 1979 avec le RC Narbonne.
- Vainqueur du Challenge Béguère en 1979 et 1980 avec le RC Narbonne.
- Vainqueur du Championnat de France de 1re série en 1982 avec l'AS Capestang.